# Бернер хобелкезе
Бернер хобелкезе (на немски: Berner Hobelkäse, букв. „бернско рендосано сирене“) e твърдо швейцарско (алпийско) сирене, което се произвежда само в кантона Берн, Швейцария, откъдето получава и името си. Поради плътната консистенция се консумира във вид на „настъргани“ тънки пластинки (на нем. Hobel е ренде), завити на рулца. Годишното производство е около 1000 тона.
Сиренето се прави ръчно от наскоро (до 18 часа) надоено мляко. Млякото са загрява до 33 °C (на дърва, в меден котел), добавят се местно култивирани бактерии заедно със сирище и се образува извара със суроватка. Изварата се раздробява на много ситни зрънца, след което сместа се загрява повторно до 50 °C, което води до утаяване на изварата и унищожаване на нежелателните бактерии. Изварата се пълни във форми и се пресова в продължение на 15 часа, след което питите се накисват в саламура за 24 часа. Първоначално се оставят да зреят във влажна среда в продължение на 6 – 18 месеца, след което се преместват в сухи помещения, където зреенето продължава още 12 месеца.
През 2004 г. сиренето е включено в швейцарския регистър на защитените наименования за произход (AOC).